# Palacio de Justicia del Condado de Churchill
El Palacio de Justicia del condado de Churchill, situado en 10 Williams St. en Fallon, Nevada (Estados Unidos), fue erigido en 1903. Fue diseñado por el arquitecto Ben Leon de Reno, Nevada, en estilo del Renacimiento clásico, que incluye un pórtico monumental con dos pares de columnas con capiteles jónicos. Sirvió como palacio de justicia del condado hasta 1973 y luego se utilizó para oficinas.
Es significativo como "uno de los edificios más importantes del condado de Churchill" y como uno de los dos únicos juzgados de estructura que sobreviven en Nevada. : 6 
Fue incluido en el Registro Nacional de Lugares Históricos en 1992. 